# 哈利波特：阿茲卡班的逃犯 (電影)
《哈利波特：阿茲卡班的逃犯》（英語：Harry Potter and the Prisoner of Azkaban）是哈利波特電影系列的第三集，由艾方索·柯朗（Alfonso Cuarón）所執導，2004年上映。除了鄧不利多一角由麥克·詹邦（Michael Gambon）取代已逝的李察·哈里斯（Richard Harris）外，其餘的角色繼續由前兩集的演員擔任。參與本片的人員大部分為上集的原班人馬，其中也包括編劇史蒂芬·克羅夫斯（Steven Kloves）。

## 劇情概要
神秘的殺人犯天狼星·布萊克從阿茲卡班監獄逃跑了，並且正對霍格華茲魔法學校虎視眈眈，在那裡由阿茲卡班守衛催狂魔進駐，他們要保護哈利波特以及他的同伴遠離天狼星的威脅。

## 演員及配音員
可參見哈利波特演員列表
| 配音                  | 配音     | 配音     | 配音                        | 角色                                         |
| 演員                  | 台灣配音 | 香港配音 | 大陸配音                    | 角色                                         |
| --------------------- | -------- | -------- | --------------------------- | -------------------------------------------- |
| 丹尼尔·拉德克利夫     | 樓晉揚   | 張裕東   | 吳磊                        | 哈利·波特（Harry Potter）                    |
| 魯伯特·葛林           | 張宇豪   | 陳祖兒   | 沈達威                      | 榮恩·衛斯理（Ron Weasley）                   |
| 艾瑪·華森             | 楊小黎   | 林寶怡   | 黃鶯                        | 妙麗·格蘭傑（Hermione Granger）              |
| 羅比·科特瑞恩         | 乾德門   | 周偉強   | 程玉珠                      | 魯霸·海格（Rubeus Hagrid）                   |
| 邁可·坎邦             | 孫中台   | 甄錦華   | 乔榛                        | 阿不思·鄧不利多（Albus Dumbledore）          |
| 李查·葛瑞夫斯         | 孫德成   | 李忠強   | 胡平智                      | 威農·德思禮（Vernon Dursley）                |
| 加里·奧德曼           | 吳文民   | 龍天生   | 王肖兵                      | 天狼星·布萊克（Sirius Black）                |
| 艾倫·瑞克曼           | 陳旭昇   | 龔國強   | 刘风                        | 賽佛勒斯·石內卜（Severus Snape）             |
| 費歐娜·蕭             | 馮友薇   | 陳安瑩   | 俞红                        | 佩妮·伊万斯·德思礼（Petunia Dursley）        |
| 瑪姬·史密芙           | 姜瑰瑾   | 謝月美   | 丁建华                      | 米奈娃·麥（Minerva McGonagall）              |
| 蒂莫西·斯波           | 佟紹宗   | 蔡德鈞   | 胡平智                      | 小矮星彼得（Peter Pettigrew）                |
| 大卫·休里斯           | 趙明哲   | 高翰文   | 张欣                        | 莱姆斯·卢平（Remus Lupin）                   |
| 艾瑪·湯普遜           | 杜素真   | 陸惠玲   | 王建新                      | 西比尔·特里劳妮（Sybill Trelawney）          |
| 潘·費利斯             | 姜瑰瑾   | 龍寶鈿   | 王建新                      | 瑪姬·達思禮（Marjorie Dursley）              |
| 李·恩格里比           |          | 張繼聰   | 张欣                        | 斯坦·桑帕克（Stanley Shunpike）              |
| 茱莉·華達絲           | 呂佩玉   | 蘇青鳳   | 王建新                      | 莫莉·衛斯理（Molly Weasley）                 |
| 馬克·威廉斯           | 陳進益   | 李建良   | 余冠廷                      | 亞瑟·衛斯理（Arthur Weasley）                |
| 汤姆·费尔顿           | 杨英立   | 陳祖兒   | 翟巍                        | 德拉科·马尔福（Draco Malfoy）                |
| 大卫·布拉德利         | 魏伯勤   | 李忠強   | 王肖兵                      | 阿格斯·费尔奇（Argus Filch）                 |
| 詹士和奧利弗·菲力普斯 | 何志威   |          | 海帆（弗雷） 潘征宇（喬治） | 弗雷和喬治·衛斯理（Fred and George Weasley） |
| 邦妮·赖特             | 薛晴     |          | 詹佳                        | 金妮·衛斯理（Ginny Weasley）                 |
| 馬修·路易斯           | 林美秀   |          | 狄菲菲                      | 纳威·隆巴顿（Neville Longbottom）            |
| 伊麗莎白·斯布林格斯   | 謝佼娟   |          |                             | 胖女士（Fat Lady）                           |

## 與原著相異之處
- 在一開始，在小說裡哈利是手電筒照亮書本，然而在電影裡，哈利是用路模思咒照亮書本。
- 海格送哈利的「怪獸的怪獸書」在小說裡是哈利還在德思禮家時送的，但在電影裡是哈利在破斧酒吧時書店送來的（跟海格無關，順帶一提，魔法部請書店將所有的課本也送來了）。
- 在小說裡，每個人看完哈利騎上鷹馬後，都被分配到一隻鷹馬，但在電影裡，卻是哈利一騎完鷹馬，馬份就開始說話了，其他人只是在一旁觀看。
- 在小說裡，哈利於黑魔法防禦術課堂上並沒有用到幻形怪（因為路平教授以為會出現佛地魔），但在電影裡，哈利卻有站在幻形怪前雖然只有一下下，路平教授就出面阻止了。
- 在電影裡，妙麗揍了馬份一拳。
- 在電影裡，當哈利跟妙麗使用時光器回到過去時，榮恩已經醒了，還有妙麗拿石頭丟罐子和哈利的頭，還有她在意她自己的頭髮的情節，在小說裡則完全沒有。
- 在電影裡，當哈利嘗試將巴嘴帶走時，使用雪貂肉來引導巴嘴離開，在小說中是用拉的。
- 在小說裡，火閃電是在活米村之後送的，天狼星在逃離後寫信告訴哈利一切，在電影裡是在結尾時送的，哈利還興奮的試騎，但因為太快而直接飛出霍格華茲。

## 與前兩集電影的比較

### 前集接續問題

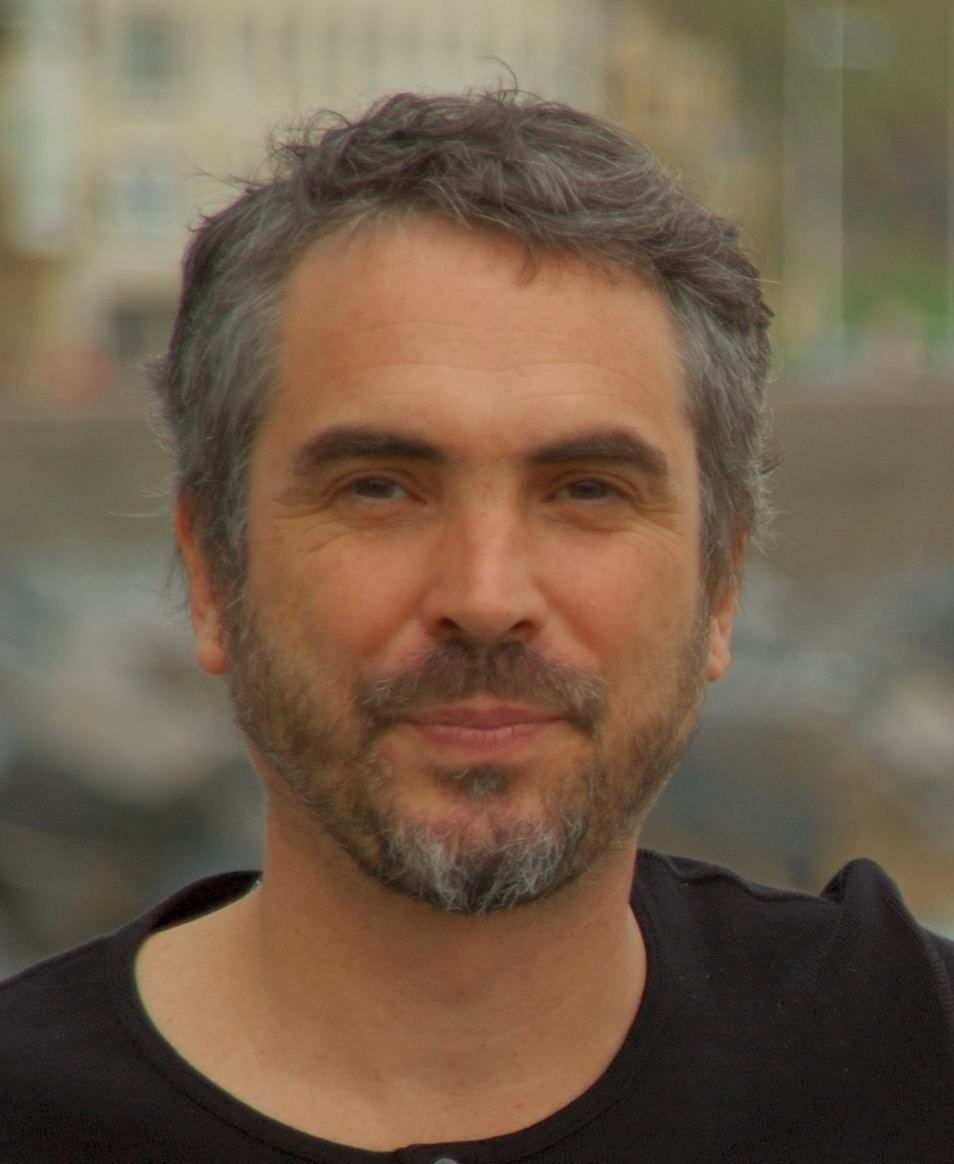
柯朗，2005年9月攝於圣塞巴斯蒂安影展

由艾方索·柯朗所執導的系列改編電影第三集，風格與前兩集相比差異極大，他對原著的詮釋受到一些忠實波特迷的批評；然而原書作者J·K·羅琳當時力挺柯朗，表示他的作品是她到目前為止個人最喜歡的電影改編集數。

## 票房
在全球賺得$795,600,000美元，但電影於票房的表現卻是系列中最低的。

## 外部連結
- 哈利波特：阿茲卡班的逃犯電影中的錯誤（页面存档备份，存于）
- 互联网电影数据库（IMDb）上《哈利波特：阿茲卡班的逃犯》的资料（英文）
- 爛番茄上《哈利波特：阿茲卡班的逃犯》的資料（英文）
- Box Office Mojo上《哈利波特：阿茲卡班的逃犯》的資料（英文）
- Metacritic上《哈利波特：阿茲卡班的逃犯》的資料（英文）
- AllMovie上《哈利波特：阿茲卡班的逃犯》的资料（英文）
- Yahoo奇摩電影上《哈利波特：阿茲卡班的逃犯》的資料（繁體中文）
- 開眼電影網上《哈利波特：阿茲卡班的逃犯》的資料（繁體中文）
- 时光网上《哈利波特：阿茲卡班的逃犯》的資料（简体中文）
- 豆瓣电影上《哈利波特：阿茲卡班的逃犯》的資料 （简体中文）